# Мрчајевци
Мрчајевци су насеље у Србији у општини Чачак у Моравичком округу. Према попису из 2022. било је 2356 становника.
До 1965. ово насеље је било седиште Општине Мрчајевци коју су чинила насељена места: Бечањ, Бресница, Доња Горевница, Доња Трепча, Горња Трепча, Катрга, Мојсиње, Мрчајевци, Остра, Станчићи и Вујетинци. После укидања општине подручје бивше општине је у целини ушло у састав општине Чачак.

## Географија
Мрчајевци се налазе на половини магистралног пута између Чачка и Краљева, на југозападу Шумадије, у долини Западне Мораве. Карактеришу га стара сеоска домаћинства, са традиционалним обичајима.
Мрчајевци имају повољан географски и стратешки положај, насеље се налази на тромеђи између великих градова Чачка, Крагујевца и Краљева. Кроз сам центар Мрчајеваца пролази регионални пут М-5. Још од 1881. године када је прокопан пут Чачак-Крагујевац ово село је почело да се развија у привредном и културном смислу. Поред магистралног пута веома важан путни правац је Мрчајевци – Слатина који повезује места са леве и десне обале реке Западне Мораве.
Мрчајевци леже у североисточном делу чачанске котлине и припадају групи западно моравских села која се пружају у долинској равни Западне Мораве. Село се пружа у правцу север-југ и та уздужна оса износи 8.800 м, док попречна оса исток-запад износи 4.900м. Ова попречна оса има веома велики значај за село и саму варошицу јер тим правцем води пут који везује Чачак са Крагујевцом и Краљевом
У близини је Аеродром „Морава“ у Лађевцима који има дозволу Министарства одбране за карго летове, што омогућава пласман пољопривредних производа у друге земље и интензивирање пољопривредне производње.
Мапа села Мрчајеваца јасно осликава брежуљкасти и равничарски део села који је раздвојен Ибарском магистралом (Чачак-Краљево-Крагујевац), а састоји се од 8 мањих засеока и центра села.
У селу постоји Црква Светих апостола Петра и Павла у Мрчајевцима, Дом здравља, Станица милиције, Пошта, две банке, Основна школа у којој наставу похађа око 700 ученика, ЈКП „Моравац“ и Аутобуска станица.

## Клима
Мрчајевце одликује блага умерено континентална клима којом се одликује околина Мрчајеваца, разноликост и повољан распоред геолошке подлоге као и остали чиниоци који пружају добре услове за развој пољопривреде.
Јасно изражени микроеколошки фактори у оквирима појединих предела предодредили су становништво да се бави одређеним гранама пољопривреде што спонтано води појави специјализације у пољопривредној производњи.
Средња годишња температура је 10,4 С, најхладнији месец је јануар са средњом температуром ваздуха -1,2 С, а најтоплији месец је јул са средњом температуром ваздуха 21 С. Средња вегетациона температура је 16 С, што представља повољне услове за пољопривреду. Распоред падавина је неравномеран током вегетационог периода, што условљава да наводњавање усева представља неопходну агротехничку меру. Средња годишња висина падавина износи 692,9 мм воденог талога. Најкишовитији месец је месец мај са 88,6 мм талога, а најсувљи су фебруар и март са око 40 мм. С обзиром на то да се део села простире уз обалу реке у зимском периоду се бележе ниске температуре ваздуха и до – 15 С, а такође су присутни и рани јесењи и касни пролећни мразеви. Равничарски део Мрчајеваца карактеришу и честе магле у јутарњим часовима.

## Историја
На основу првих записа насеље датира из 1528. године под именом Мрчајевац, и тада је било насељено са 11 влашких породица. Према каснијем народном предању, сматра се да су се у ово место 1747. године населили и досељеници из околине тадашњег Никшића Стара Херцеговина. Данашњи назив села је настао тако што је у окружењу било густих шума, па је у насељу био мрак-мрча. Густих шума данас нема али је остало име. Бележи се и да је упоредо са отварањем Гимназије у Чачку, Шапцу и Зајечару отворена и прва Основна школа 1788. године, која је неколико пута реконструисана, а 1952. године је реновирана и сада је то школа са највећим бројем ученика у чачанском крају. Постоје и записи о учешћу 11 Мрчајевчана у Првом српском устанку.
Почетком 1820. године Мрчајевци су постали општина која је представљала административни центар 39 села, а априла 1820. године, основана је прва судница у рангу општине. Прва црква за коју се зна датира из 1777. године али је она убрзо срушена и подигнута нова 1848. године у самом центру села. Од марта до августа 1881. године прокопан је пут Чачак-Крагујевац, а потом је почела да се развија варошица Мрчајевци. Из историје Мрчајеваца издваја се још неколико датума истакнутих хронолошким редом. Почетком 1718. године Мрчајевци су уцртани као место у Рудничком дистрикту, 21. јуна 1873. године основана је пијаца, а 1907. године у Мрчајевце је стигао први аутомобил. Средином 1909. `године ствара се први занатски еснаф, а 1918. формира се прво певачко друштво од бораца који су дошли са Солунског фронта. 1923. године основан је КУД Абрашевић који је обновљен 1953. године у КУД „Радиша Поштић“. Указом Краља од 7. децембра 1926. године насеље је добило статус варошице. Фудбалски клуб „Орловац“ основан је 1932. године, а октобра 1927. године основана је прва Земљорадничка задруга, а истовремено је и отворен млин за белу мељаву. Звоно са цркве је однесено у Првом светском рату, ново је поклонио краљ Александар, освећено је 20. октобра 1935. У пролеће 1938. године обновљена је пијаца.
Мрчајевци су ослобођени 29. новембра 1944. године После Другог светског рата започиње и интензивније инфраструктурно опремање села тако да је крајем 1946. године село електрифицирано, а 1949. године почела је изградња Дома Културе. 17. марта 1962. године почела је са радом МЗ Мрчајевци, а 16. фебруара 1967. године укинута је Општина Мрчајевци у оквиру које је било 39 села од чега је 28 села припојено Општини Чачак, а 11 села Општини Краљево. У току 1969. године изграђен је водовод, а у лето 1977. године изграђен спомен парк, адаптиран и отворен Дом Културе са библиотеком и изграђен спортски полигон. 1960. године отворена је фарма „Сточар“ од када се и бележи раст сточарске производње. 1961. године основано је Ловачко друштво „Радиша Поштић“, 1969. године изграђен је водовод, а 1969. године основано Комунално предузеће „Моравац“ у Мрчајевцима које и сада сакупља отпад у овом селу. 70 -тих година бележи се и оснивање грађевинско-занатског предузећа, поновна адаптација Дома Културе и објављивање монографије о Мрчајевцима. У овом периоду се бележи и највећи број становника 1971. године око 3100.
Дана 6. октобра 1995. године у селу Враново код Смедерева Мрчајевци су проглашени за најбоље село у Србији. Прва деценија 21. века за Мрчајевце је карактеристична по започињању и сада већ традиционалној манифестацији „Купусијади“, Песничким сусретима, Смотрама дечијег фолклора, бројним културним манифестацијама. Од 2006. године као подршка пољопривредним произвођачима покренут је заједнички пројекат општине Чачак и Министарства пољопривреде, шумарства и водопривреде и отворен Центар за развој села у коме је запослен агроном, а затим основано и Удружење повртара „Западна Морава“.

## Економија
Основна привредна грана у Мрчајевцима је пољопривреда, а преовлађују: ратарство, повртарство, воћарство и сточарство.

### Ратарство
На територији Мрчајеваца има 2.760 ha њива и башти, око 850 ha ливада, 120 ha пашњака 320 ha воћњака, и око 310 ha шума. Необрађеног земљишта нема, чак се запажа недостатак земљишта за обраду јер нису ретки случајеви да се у суседним селима узима земљиште под закуп. Најзаступљеније културе су пшеница и кукуруз.

### Повртарство
У производњи поврћа на преко 450 хектара најплоднијег земљишта највећу примену налазе кромпир, паприка, парадајз и краставци.Удружење повртара „Западна Морава“ основано је 2006. године као подршка пољопривредним произвођачима.

### Воћарство
Захваљујући благој валовитости земљишта, нарочито у горњем делу Мрчајеваца, развиле су се и нашле примену многе воћне врсте. У производњи јабука преовлађују сорте: Златни делишес, Црвени делишес, Јонатан, Ајдаред, чији се приноси крећу око 35 т/ха а у родним годинама и до 50 т/ха. Поред великог броја старих сорти крушака у новијим засадима велики простор заузима сорта Вилијамовка која поред стоне употребе налази велику примену у индустријској преради.
На простору Мрчајеваца и ако нема неких значајних плантажних засада гаји се неколико сорти шљива које се користе у производњи домаће ракије за справљање разних џемова, компота и других прерађевина од шљива. Један део тог воћа се суши у индивидуалним капацитетима. На територији Мрчајеваца има више од 23 000 стабала шљива приспелих за род. Производња шљива премашује цифру од 900 000 kg годишње. Што се тиче осталих воћних врста трешње, вишње, малине, јагоде и купине, врло често се могу наћи на индивидуалним поседима.

### Сточарство
Мрчајевчани су познати одгајивачи стоке. На подручју Мрчајеваца има око 1100 обележених грла говеда, углавном сименталске расе. Заступљена је производња млека и производња товних грла. Годишње се укупно произведе 1 000 000 kg јунећег меса живе ваге. У свињарству присутне су савремене фарме свиња као и одгој свиња у мањим објектима и запатима. Готово свако домаћинство се у мањој или већој мери бави се овом производњом. У Мрчајевцима се одржавају и три сточна вашара. Пијачни дани у Мрчајевцима су: субота за млечне производе, житарице, поврће и воће, а четвртак за промет стоке и остале робе.

## Култура
Мрчајевци имају модеран Дом културе у коме се налази Огранак Градске библиотеке „Владислав Петковић Дис“ из Чачка. У склопу Дома Културе изграђена је и велелепна летња позорница.
У насељу постоји Књижевно друштво „Мрчајевци“, КУД „Радиша Поштић“ и Певачка женска група „Стари помељари“ који су учествовали на бројним такмичењима у земљи и иностранству и освојили запажене награде.

### Манифестације
Књижевно друштво „Мрчајевци“ организује сваке године Мрчајевачке песничке сусрете, који окупљају песнике из земље и иностранства. На манифестацији се додељује књижевна награда „Повеља Мораве“.
У Мрчајевцима се сваке године у септембру одржава „Купусијада“, где се кувари такмиче у квалитетном спремању домаћег купуса. Тада велики број људи из околних места посети ово насеље. Део манифестације назван „Обренијада“ посвећен промоцији традиционалних српских вредности.
Фудбалски клуб "Орловац" сваке године у јуну месецу организује турнир омладинских екипа под називом "Трофеј Мрчајевци“. Турнир има међународни карактер.
Купусијада је основана 2003. године, а 2008. је Милорад Јевђовић заштитио као своје ауторско дело.

## Спорт
Мрчајевци су препознатљиви и по Фудбалском клубу „Орловац“ у коме су своју фудбалску каријеру започели многи познати спортисти. ФК „Орловац“ је најпопуларнији спортски клуб у насељу. Основан је 1932. године. Клуб је од оснивања активан у свим акцијама у насељу, а у многим акцијама чланови клуба су били и носиоци истих.
У селу постоји и Шаховски клуб „Орловац“, Ловачко друштво „Радиша Поштић“ које броји 410 чланова које обухвата ловце из 11 села и Риболовачко друштво „Моравац“.

## Познате личности
- Татомир П. Анђелић из Бечња (11. новембар 1903 – 7. август 1993) је српски математичар и стручњак за механику, академик Српске академије наука и уметности.
- Момчило М. Ристић (27. јула 1929. – 10. августа 2018) један од водећих југословенских технолога и утемељивач науке о материјалима код нас, академик Српске академије наука и уметности.
- Обрен Пјевовић (1919-1991), песник и композитор народне музике
- Мирослав Илић (1950), певач народне музике
- Биљана Сечивановић, певачица

## Демографија
У насељу Мрчајевци живи 2206 пунолетних становника, а просечна старост становништва износи 43,5 година (42,6 код мушкараца и 44,2 код жена). У насељу има 870 домаћинстава, а просечан број чланова по домаћинству је 3,08.
Ово насеље је великим делом насељено Србима (према попису из 2002. године), а у последња три пописа, примећен је пад у броју становника.
|  |

| Демографија | Демографија | Демографија |
| Година      | Становника  | Становника  |
| ----------- | ----------- | ----------- |
| 1948.       | 2.777       |             |
| 1953.       | 2.858       |             |
| 1961.       | 2.941       |             |
| 1971.       | 3.092       |             |
| 1981.       | 2.968       |             |
| 1991.       | 2.711       | 2.675       |
| 2002.       | 2.676       | 2.751       |
| 2011.       | 2.767       |             |

| Етнички састав према попису из 2002.‍ | Етнички састав према попису из 2002.‍ | Етнички састав према попису из 2002.‍ | Етнички састав према попису из 2002.‍ | Етнички састав према попису из 2002.‍ |
| ------------------------------------ | ------------------------------------ | ------------------------------------ | ------------------------------------ | ------------------------------------ |
|                                      |                                      |                                      |                                      |                                      |
| Срби                                 | Срби                                 |                                      | 2.617                                | 97,79%                               |
| Црногорци                            | Црногорци                            |                                      | 19                                   | 0,71%                                |
| Роми                                 | Роми                                 |                                      | 19                                   | 0,71%                                |
| Македонци                            | Македонци                            |                                      | 3                                    | 0,11%                                |
| Хрвати                               | Хрвати                               |                                      | 2                                    | 0,07%                                |
| Словенци                             | Словенци                             |                                      | 1                                    | 0,03%                                |
| Бугари                               | Бугари                               |                                      | 1                                    | 0,03%                                |
| непознато                            | непознато                            |                                      | 13                                   | 0,48%                                |

| Година пописа     | 1948. | 1953. | 1961. | 1971. | 1981. | 1991. | 2002. |
| ----------------- | ----- | ----- | ----- | ----- | ----- | ----- | ----- |
| Број домаћинстава | 639   | 681   | 813   | 914   | 915   | 863   | 870   |

| Број чланова      | 1   | 2   | 3   | 4   | 5  | 6  | 7  | 8 | 9 | 10 и више | Просек |
| ----------------- | --- | --- | --- | --- | -- | -- | -- | - | - | --------- | ------ |
| Број домаћинстава | 196 | 225 | 111 | 149 | 88 | 72 | 20 | 3 | 3 | 3         | 3,08   |

| Пол    | Укупно | Неожењен/Неудата | Ожењен/Удата | Удовац/Удовица | Разведен/Разведена | Непознато |
| ------ | ------ | ---------------- | ------------ | -------------- | ------------------ | --------- |
| Мушки  | 1.086  | 268              | 719          | 75             | 23                 | 1         |
| Женски | 1.209  | 206              | 727          | 241            | 33                 | 2         |
| УКУПНО | 2.295  | 474              | 1.446        | 316            | 56                 | 3         |

| Пол    | Укупно                    | Пољопривреда, лов и шумарство | Рибарство                            | Вађење руде и камена | Прерађивачка индустрија       |
| ------ | ------------------------- | ----------------------------- | ------------------------------------ | -------------------- | ----------------------------- |
| Мушки  | 526                       | 220                           | 0                                    | 6                    | 119                           |
| Женски | 376                       | 169                           | 0                                    | 1                    | 40                            |
| УКУПНО | 902                       | 389                           | 0                                    | 7                    | 159                           |
| Пол    | Производња и снабдевање   | Грађевинарство                | Трговина                             | Хотели и ресторани   | Саобраћај, складиштење и везе |
| Мушки  | 18                        | 18                            | 61                                   | 11                   | 20                            |
| Женски | 6                         | 1                             | 59                                   | 20                   | 6                             |
| УКУПНО | 24                        | 19                            | 120                                  | 31                   | 26                            |
| Пол    | Финансијско посредовање   | Некретнине                    | Државна управа и одбрана             | Образовање           | Здравствени и социјални рад   |
| Мушки  | 1                         | 3                             | 15                                   | 10                   | 7                             |
| Женски | 4                         | 3                             | 4                                    | 20                   | 31                            |
| УКУПНО | 5                         | 6                             | 19                                   | 30                   | 38                            |
| Пол    | Остале услужне активности | Приватна домаћинства          | Екстериторијалне организације и тела | Непознато            | Непознато                     |
| Мушки  | 7                         | 0                             | 0                                    | 10                   | 10                            |
| Женски | 7                         | 0                             | 0                                    | 5                    | 5                             |
| УКУПНО | 14                        | 0                             | 0                                    | 15                   | 15                            |